# Eleccions generals espanyoles de 1918
Les Eleccions generals espanyoles de 1918 foren convocades enmig de la crisi política i econòmica provocada per l'Assemblea de Parlamentaris i la vaga general de 1917, sota sufragi universal masculí. En total foren escollits 409 diputats, i el partit més votat fou el Partit Liberal Conservador, dirigit aleshores per Eduardo Dato e Iradier, però les dues fraccions del Partit Liberal dirigides per García Prieto i Romanones, en conjunt, van obtenir més vots.
Com a novetat, cal destacar la presentació d'una Aliança d'Esquerres, formada pel Partido Reformista (9 diputats), Federación Republicana (10 escons), PSOE (6 escons), Partit Republicà Català (4 escons), Partit Republicà Radical (2 escons), PURA (un escó), Partit Republicà Democràtic Federal (un escó) i republicans catalanistes independents (2 escons), que intentaren presentar una alternativa al turnisme sota la direcció de Melquíades Álvarez. Només va obtenir 35 escons, però amb cert ressò a Catalunya.
Fou elegit president del Congrés el liberal demòcrata Miguel Villanueva i president del Senat Alejandro Groizard. El cap de govern fou Antoni Maura, qui va dirigir un govern de concentració amb conservadors, liberals i de la Lliga. El 9 de novembre fou substituït per un govern de concentració de les forces liberals dirigit per Manuel García Prieto, però als 26 dies va dimitir i el 5 de desembre es formà un nou govern dirigit pel comte de Romanones, qui el gener de 1919 va suspendre les garanties constitucionals. El 15 d'abril de 1919 fou destituït i les tensions, les revoltes, les vagues i les mobilitzacions a Catalunya van fer que el nou líder espanyol, Antoni Maura i Montaner tornés a cridar sufragis el juny de 1919.

## Composició de la Cambra
| ← Eleccions generals espanyoles, 24 de febrer de 1918 → |        |                                                   |
| Partit                                                  | Escons | Líder                                             |
| Conservadors                                            | 98     | Eduardo Dato e Iradier                            |
| Partit Liberal Demòcrata                                | 92     | Manuel García Prieto                              |
| Partit Liberal romanonista                              | 43     | Álvaro Figueroa y Torres Mendieta                 |
| Aliança d'Esquerres                                     | 35     | Melquíades Álvarez                                |
| Conservadors mauristes                                  | 31     | Antoni Maura i Montaner                           |
| Partit Liberal-Izquierda Liberal                        | 29     | Santiago Alba Bonifaz                             |
| Conservadors ciervistes                                 | 24     | Juan de la Cierva y Peñafiel                      |
| Lliga Regionalista                                      | 21     | Francesc Cambó                                    |
| Comunió Tradicionalista (jaumistes)                     | 8      | Enrique de Aguilera y Gamboa, marquès de Cerralbo |
| Comunió Nacionalista Basca                              | 7      | Ramón de la Sota                                  |
| Liberals Agraris                                        | 7      | Rafael Gasset Chinchilla                          |
| Liberals independents                                   | 6      | Alfons Sala i Argemí                              |
| Regionalistes (asturià, lleonès i andalús)              | 3      |                                                   |
| Catòlics independents                                   | 2      | Manuel Rojas Marcos                               |
| Nacionalistes republicans catalans                      | 1      | Francesc Macià                                    |
| Partit Integrista                                       | 1      | Manuel Senante y Martínez                         |
| Catòlic Carlí                                           | 1      | Gervasio de Artiñano y Galdácano                  |
| Independents                                            | 3      |                                                   |

## Resultats per circumscripcions

### Catalunya
- Barcelona
  - Francesc Cambó i Batlle (Lliga Regionalista)
  - Carles de Camps i d'Olzinellas (Lliga Regionalista)
  - Narcís Batlle i Baró (Lliga Regionalista)
  - Josep Bertran i Musitu (Lliga Regionalista)
  - Josep Claret i Assols (Lliga Regionalista)
  - Carles de Fortuny i de Miralles (Lliga Regionalista)
  - Francesc Llonch i Cañameras (Lliga Regionalista)
  - Antoni Miracle i Mercader (Lliga Regionalista)
  - Magí Morera i Galícia (Lliga Regionalista)
  - Pere Rahola i Molinas (Lliga Regionalista)
  - Gaspar Rosés i Arús (Lliga Regionalista)
  - Albert Rusiñol i Prats (Lliga Regionalista)
  - Joan Lligé i Pagès (Lliga Regionalista)
  - Rafael Vehils i Grau (Lliga Regionalista)
  - Marcel·lí Domingo i Sanjuan (Partit Republicà Radical)
  - Francisco Largo Caballero (PSOE)
  - Alfons Sala i Argemí, comte d'Égara (Unión Monárquica Nacional)
  - Josep Zulueta i Gomis (Partido Reformista)
  - José Enrique de Olano y Loyzaga, comte de Fígols (Conservador maurista)
  - Bartomeu Trias i Comas (Comunió Tradicionalista)
- Girona
  - Joan Ventosa i Calvell (Lliga Regionalista)
  - Eusebi Bertrand i Serra (Lliga Regionalista)
  - Francesc Fábregas i Mas (Lliga Regionalista)
  - Salvador Albert i Pey (PRC)
  - August Pi i Sunyer (PRC)
  - Juli Fournier i Cuadros (Partit Conservador)
  - Santiago Masó i Valentí (Lliga Regionalista)
  - Bonaventura Sabater i Burcet Lliga Regionalista)
- Lleida
  - Felip Rodés i Baldrich (Lliga Regionalista)
  - Josep Maria Trias de Bes (Lliga Regionalista)
  - Eduard Aunós i Pérez (Lliga Regionalista)
  - Francesc de Paula Maristany i Maristany (Lliga Regionalista)
  - Josep Matheu i Ferrer (nacionalista independent)
  - Daniel Riu i Periquet (Izquierda Liberal)
  - Francesc Macià i Llussà (Federació Democràtica Nacionalista)
  - Josep Llari i Areny (Partido Reformista)
  - Joan Moles i Ormella (republicà independent)
- Tarragona
  - Joan Esplugas i Moncusí (Aliança d'Esquerres)
  - Macià Mallol i Bosch (Aliança d'Esquerres)
  - Salvador de Samà i de Sarriera (liberal Romanonista)
  - Manuel Kindelán y de la Torre (Liberal-Demócrata)
  - Josep Nicolau i Sabater (Unión Monárquica Nacional)
  - Julià Nougués Subirà (Partit Republicà Democràtic Federal)
  - Antoni Maria de Veciana i Llari (Conservador

### Illes Balears
- Josep Socias Gradolí (Conservador)
- Josep Cotoner Allendesalazar, comte de Sallent (Conservador)
- Antoni Maura i Montaner (Conservador)
- Fernando Weyler Santacana (Liberal
- Alexandre Rosselló i Pastors (liberal romanonista)
- Frederic Llansó i Seguí (liberal romanonista)
- Carles Roman Ferrer (Izquierda Liberal)

### País Valencià
- Alacant
  - José Francos Rodríguez (liberal-demòcrata)
  - Alfonso de Rojas y Pascual de Bonanza (liberal-demòcrata)
  - Vicente Ruiz Valarino (liberal-demòcrata)
  - Manuel Ruiz Valarino (liberal-demòcrata)
  - Salvador Raventós Clivilles (liberal-demòcrata)
  - Carlos Regino Soler Mora (liberal-demòcrata)
  - Vicente Álvarez Rodríguez de Villamil (Aliança d'Esquerra)
  - José Lázaro Galdiano (Liberal romanonista)
  - Miguel Maura Gamazo (Conservador maurista)
  - José Torres Sala (Conservador maurista)
  - Manuel González-Hontoria y Fernández Ladreda (liberal romanonista)
- Castelló
  - Vicente Cantos Figuerola (liberal-demòcrata)
  - Juan Navarro Reverter y Gomis (liberal-demòcrata)
  - Ramón Saiz de Carlos (liberal-demòcrata)
  - Manuel Paz Montes (liberal-demòcrata)
  - Amós Salvador Sáenz y Carreras (liberal-demòcrata)
  - Andrés de Boet Bigas (liberal independent)
  - Emilio Santa Cruz Chordi (Aliança d'Esquerres)
  - Luis Montiel Balanzat (Conservador Ciervista)
- València
  - Fèlix Azzati i Descalci (PURA)
  - Daniel Anguiano Munguito (Aliança d'Esquerres)
  - José Ferraz Penelas (Conservador)
  - Adolfo Gil y Morte (Aliança d'Esquerres)
  - Juan Izquierdo Alcaide (liberal romanonista)
  - Vicente Gimeno Rodríguez Jaen (liberal romanonista)
  - Luis García Guijarro (Comunió Tradicionalista)
  - Federico Loygorri Vives, baró de Benidoleig (Conservador Ciervista)
  - José Maestre Laborde-Boix (Conservador ciervista)
  - José Montesinos Checa (Conservador ciervista)
  - Vicente Puigmoltó Rodríguez-Trelles, comte de Torrefiel (Conservador ciervista)
  - Juan Bautista Valldecabres Rodrigo (Conservador)
  - José García-Berlanga Pardo (liberal-demòcrata)
  - Francisco Rubio Goula (liberal demòcrata)
  - Enrique Trénor Montesinos, comte de Montornès (conservador independent)